# Esau

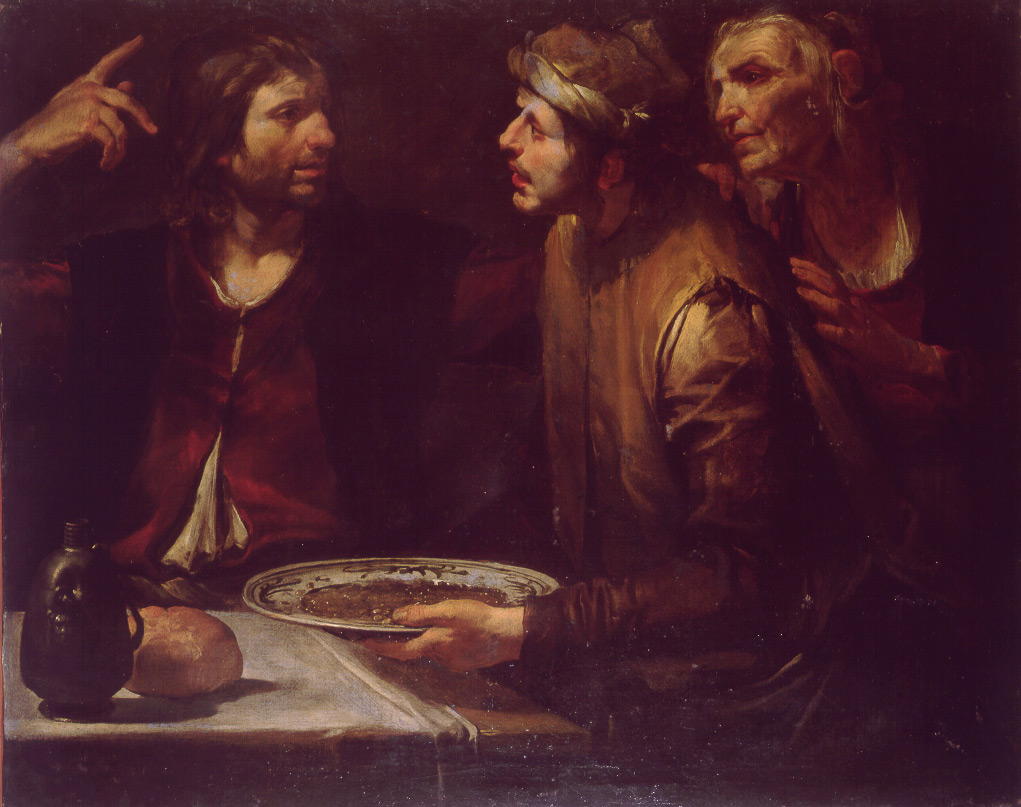
Esau verkauft sein Erstgeburtsrecht. Gioacchino Assereto, um 1645

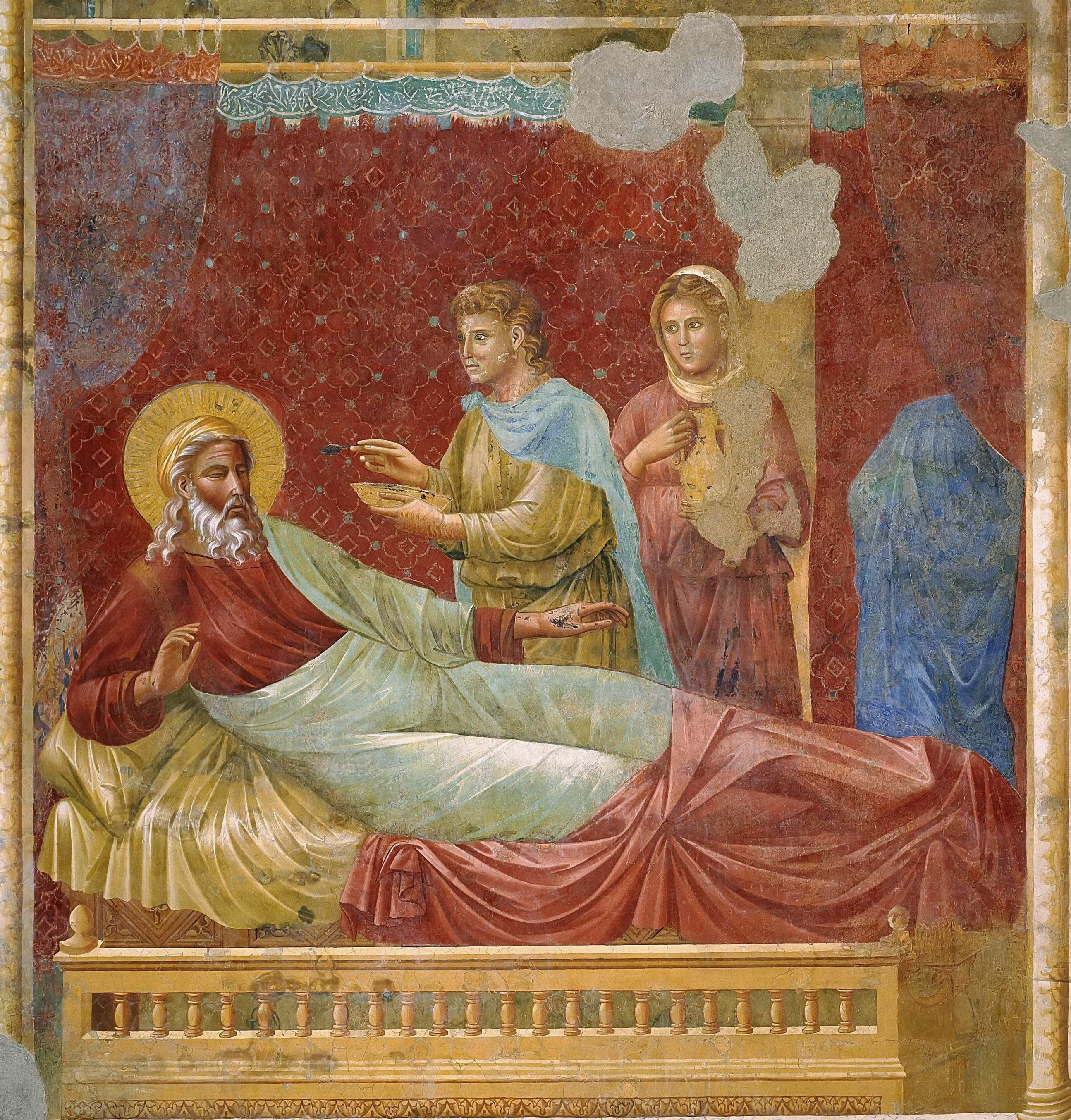
Isaak weist Esau zurück. Isaak-Meister-Fresko in der Basilika San Francesco über dem Grab des heiligen Franz von Assisi in Assisi, um 1290

Esau (hebräisch עֵשָׂו Esaw; auch Edom (hebräisch אדום) genannt) ist eine Gestalt der Tora des Tanach bzw. des Alten Testaments der Bibel und gilt als der Stammvater der Edomiter und Amalekiter. Er ist der Sohn von Isaak und Rebekka; sein jüngerer Zwillingsbruder ist Jakob und sein späterer Schwiegervater Ismael, der Sohn Abrahams.

## Esau in der Bibel
Als Esau herangewachsen ist, bringt ihn sein Bruder Jakob, im Tausch gegen ein Linsengericht, um das Erstgeburtsrecht (Gen 25 ). Zu einem ernsthaften Konflikt kommt es zwischen den zwei Brüdern aber erst, als Jakob den Älteren, angeregt und aktiv unterstützt durch seine Mutter Rebekka, auch um den Segen des Vaters bringt. Durch Täuschung davon überzeugt, dass der älteste Sohn vor ihm kniet, spricht der altersblinde Vater über Jakob seinen feierlichen Segen aus. Für den später heimkehrenden Esau bleibt nur ein Spruch übrig, mit den Worten: 

„Siehe, du wirst wohnen ohne Fettigkeit der Erde und ohne Tau des Himmels von oben her. Von deinem Schwerte wirst du dich nähren, und deinem Bruder sollst du dienen. Aber es wird geschehen, daß du einmal sein Joch von deinem Halse reißen wirst.“

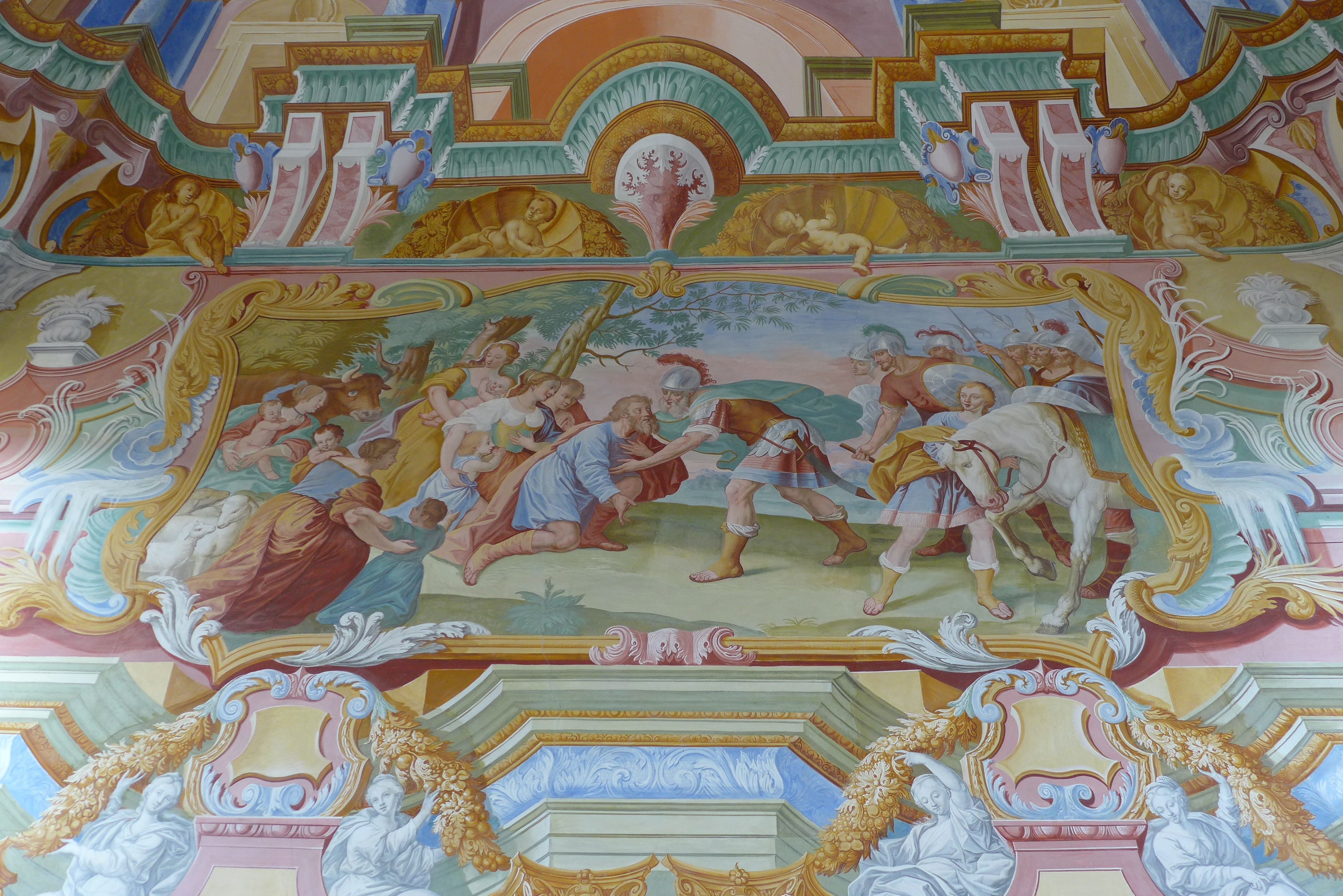
Versöhnung zwischen Jakob und Esau, Stift Rein, Huldigungssaal, Fresko von Joseph Amonte, 1740

Eine Versöhnungsszene zwischen Jakob und Esau in späteren Jahren wird in Gen 33  geschildert. Nach der Stammtafel in Kap. 36 nimmt Esau drei einheimische Frauen und zieht in das Gebirge Seir weg. Esau wird mit Edom gleichgesetzt und wird Stammvater der Edomiter (Gen 36,1 - 43 ). Als Grund für den Wegzug wird angegeben, dass wegen seines Reichtums das Land nicht groß genug für das Lager Jakobs und das Lager Esaus ist.
Nach Gen 26,34  nimmt Esau im Alter von vierzig Jahren Judit, die Tochter Beeris, des Hethiters, und Basemat, die Tochter Elons, des Hethiters, zu Frauen. Später nimmt er noch Mahalat als Frau hinzu, die Schwester Nebajots, die Tochter Ismaels, des Sohnes Abrahams (Gen 28,8f ).

## Die Geschichte Esaus als Kunstmotiv
In der Kunst wird auch die Segnung von Isaak an Jakob dargestellt. Man sieht einen älteren Mann im Bett liegend, welcher seinen Sohn segnet, dahinter ist die Mutter zu sehen.
Eine Feder- und Pinselzeichnung um 1648–50 von Rembrandt van Rijn zeigt Esau, welcher mit Jakob ein Linsengericht gegen sein Erstgeburtsrecht tauschte.
An einer der beiden Stirnwände des Huldigungssaales in Stift Rein, Steiermark, stellte Joseph Amonte 1740 die Versöhnung Jakobs mit seinem Bruder Esau in einem Wandfresko dar.